# Simon Ok Hyun-jjn
Simon Ok Hyun-jjn (kor. 옥현진, * 5. März 1968 in Kwangju) ist ein südkoreanischer Geistlicher und römisch-katholischer Erzbischof von Gwangju.

## Leben
Simon Ok Hyun-jjn empfing am 26. Januar 1994 die Priesterweihe für das Erzbistum Gwangju.
Papst Benedikt XVI. ernannte ihn am 12. Mai 2011 zum Weihbischof in Gwangju und zum Titularbischof von Pederodiana. Die Bischofsweihe spendete ihm der Erzbischof von Gwangju, Hyginus Kim Hee-jong, am 6. Juli desselben Jahres; Mitkonsekratoren waren dessen beide Amtsvorgänger Andreas Choi Chang-mou und Victorinus Youn Kong-hi sowie Peter Kang U-il, Bischof von Cheju. 
Am 19. November 2022 ernannte ihn Papst Franziskus zum Erzbischof von Gwangju. Die Amtseinführung fand am 30. November desselben Jahres statt.
In der Koreanischen Bischofskonferenz leitete er das Komitee für Immigranten und Ausländer sowie die Kommission für die soziale Kommunikation. Zudem gehört er den Kommissionen für die Glaubenslehre und für soziale Angelegenheiten an.